# Pierre-François Caillé
Pierre-François Caillé, né le 18 octobre 1907 à Nantes et mort le 22 septembre 1979 à Mouliherne, est un traducteur français.

## Biographie
Président de la Société française des traducteurs de 1951 à 1973, il est un des fondateurs, en 1953, de la Fédération internationale des traducteurs, reconnue par l’UNESCO. Il a aussi lancé dans les années 1950 Babel une revue littéraire.
Il a traduit de nombreux romans américains notamment Autant en emporte le vent de Margaret Mitchell, traduction récompensée par le Prix Halpérine-Kaminsky. Il est également l'auteur des dialogues français de plus des 150 films. Par ailleurs il a publié beaucoup d'articles et rapports sur la traduction.
Le Prix Pierre-François Caillé de la traduction est décerné chaque année en sa mémoire.

## Traduction
- 1748 : Les Aventures de Roderick Random de Tobias Smollett, traduit en 1948
- 1876 : Les Aventures de Tom Sawyer de Mark Twain, traduit en 1938
- 1922 : Les compagnons de la Belle d'E. Phillips Oppenheim, traduit en 1933
- 1934 : L'étrange directeur de banque d'E. R. Punshon, traduit en 1938
- 1935 : La Châtelaine assassinée d'E. R. Punshon, traduit en 1938
- 1936 : Autant en emporte le vent de Margaret Mitchell, traduit en 1938
- 1937 : Le Grand passage de Kenneth Roberts
- 1938 : Les compagnons de la Belle de René Belbenoît
- 1940 : Les Nuits de Bombay de Louis Bromfield, traduit en 1942

## Adaptation

### Films
- 1939 : Autant en emporte le vent
- 1950 : Le Père de la mariée
- 1954 : Vingt Mille Lieues sous les mers
- 1954 : Vera Cruz
- 1955 : L'Homme au bras d'or
- 1956 : Alexandre le Grand
- 1956 : Bandido caballero !
- 1956 : Le Tour du monde en quatre-vingts jours
- 1957 : Douze Hommes en colère
- 1957 : Un roi à New York
- 1957 : Violence dans la vallée (The Tall Stranger) de Thomas Carr
- 1957 : Fidèle Vagabond
- 1958 : Ça s'est passé en plein jour
- 1958 : L'Homme de l'Ouest
- 1958 : Un Américain bien tranquille
- 1959 : Certains l'aiment chaud
- 1959 : Le Coup de l'escalier
- 1959 : Ben-Hur
- 1960 : Le Clown et l'Enfant
- 1960 : Les Robinsons des mers du Sud
- 1960 : Les Sept Mercenaires
- 1960 : Pollyanna
- 1960 : La Révolte des esclaves
- 1960 : Alamo
- 1961 : Les Mongols
- 1962 : Le Shérif de ces dames
- 1962 : Les Enfants du capitaine Grant
- 1963 : La Grande Évasion
- 1963 : Irma la Douce
- 1963 : Amour sans lendemain
- 1963 : Jason et les Argonautes
- 1963 : Le Combat du capitaine Newman
- 1964 : Quand l'inspecteur s'emmêle
- 1964 : Les Trois Soldats de l'aventure
- 1964 : La Femme de paille
- 1964 : Pas de printemps pour Marnie
- 1964 : Embrasse-moi, idiot
- 1965 : La Plus Grande Histoire jamais contée
- 1965 : Les Compagnons de la gloire
- 1965 : Quoi de neuf, Pussycat ?
- 1965 : Et pour quelques dollars de plus
- 1966 : Quatre bassets pour un danois
- 1966 : Le Forum en folie
- 1968 : Pendez-les haut et court
- 1968 : Le Cheval aux sabots d'or
- 1969 : Le Gang de l'oiseau d'or
- 1969 : La Bataille d'Angleterre
- 1969 : L'Ordinateur en folie
- 1969 : Opération V2
- 1970 : Barquero
- 1971 : La Symphonie pathétique
- 1972 : Pas vu, pas pris
- 1973 : Un petit Indien

### Films d'animation
- 1937 : Blanche-Neige et les Sept Nains
- 1959 : La Belle au bois dormant (1er doublage)
- 1961 : Les 101 Dalmatiens